# رودلف مولر
رودلف مولر (بالألمانية: Rudolf Müller)‏ (28 سبتمبر 1960 - ) هو لاعب كرة قدم ألماني، يلعب كمدافع، لعب 56 مباراة وسجل 47 هدف.

## مسيرته

### مسيرته مع الأندية
- 1979 - 1980 لعب مع نادي كولن 3 مباريات.
- 1980 - 1993 لعب مع نادي فوبرتال الرياضي 4 مباريات سجل خلالها 40 هدف.
- 1982 - 1984 لعب مع روت فايس إيسن 49 مباراة سجل خلالها 7 أهداف.

## روابط خارجية
- رودلف مولر على موقع قاعدة بيانات كرة القدم.إي يو (الإنجليزية)
- رودلف مولر على موقع بيانات كرة القدم. دي إي (الألمانية)
- رودلف مولر على موقع عالم كرة القدم.نت (الإنجليزية)